# Belweder w Warszawie

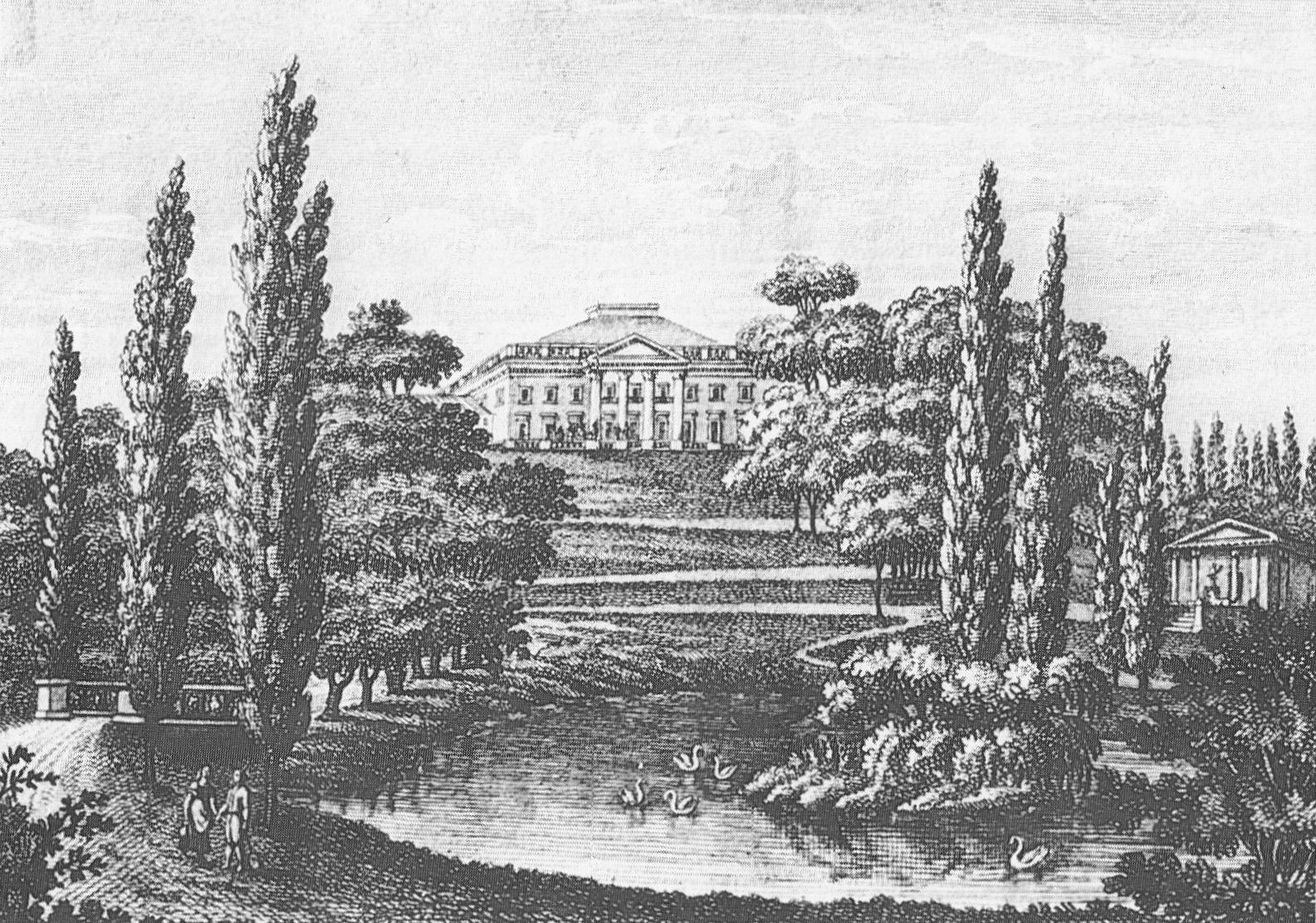
Belweder od strony Łazienek, 1825

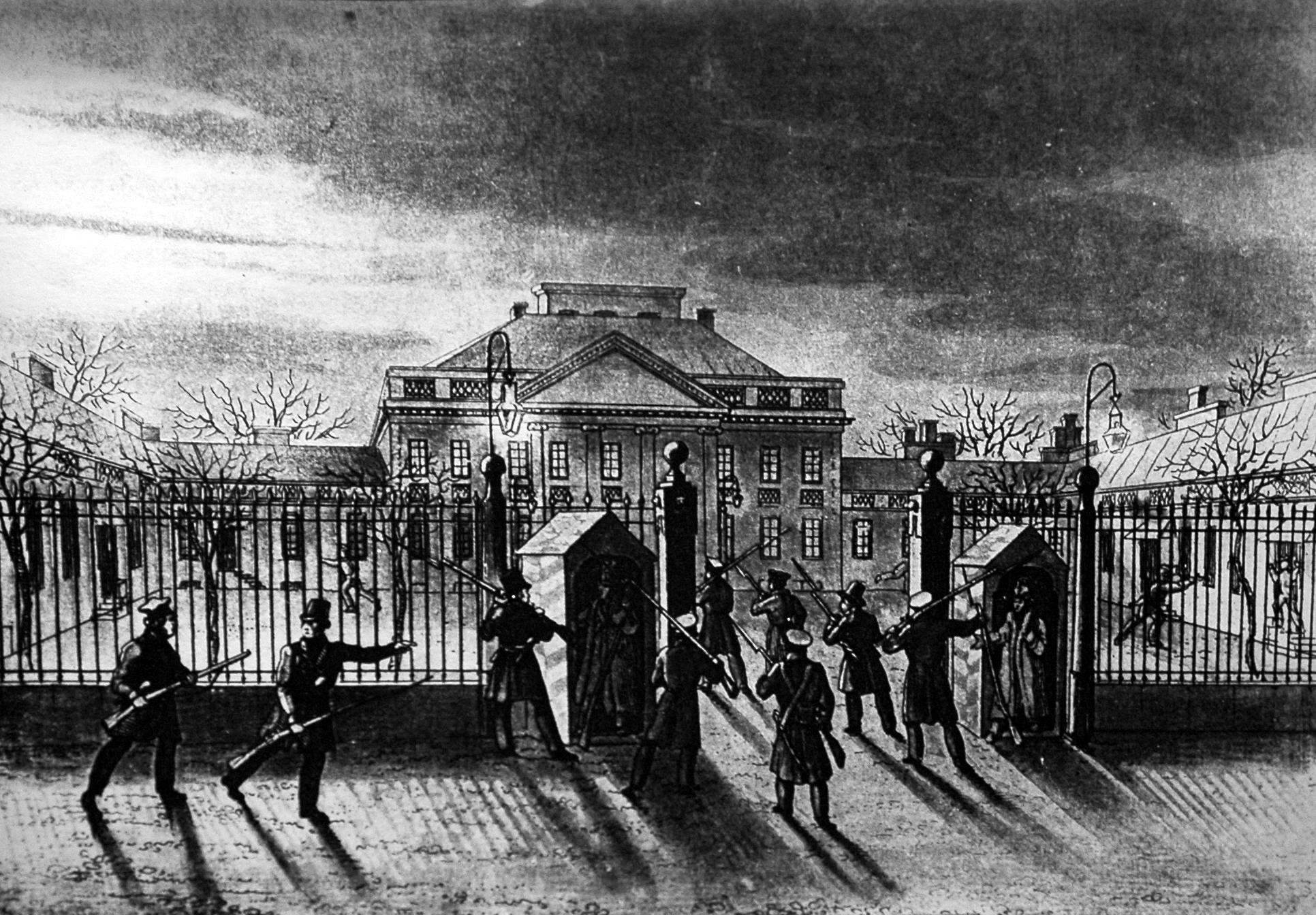
Atak spiskowców na Belweder, 29 listopada 1830

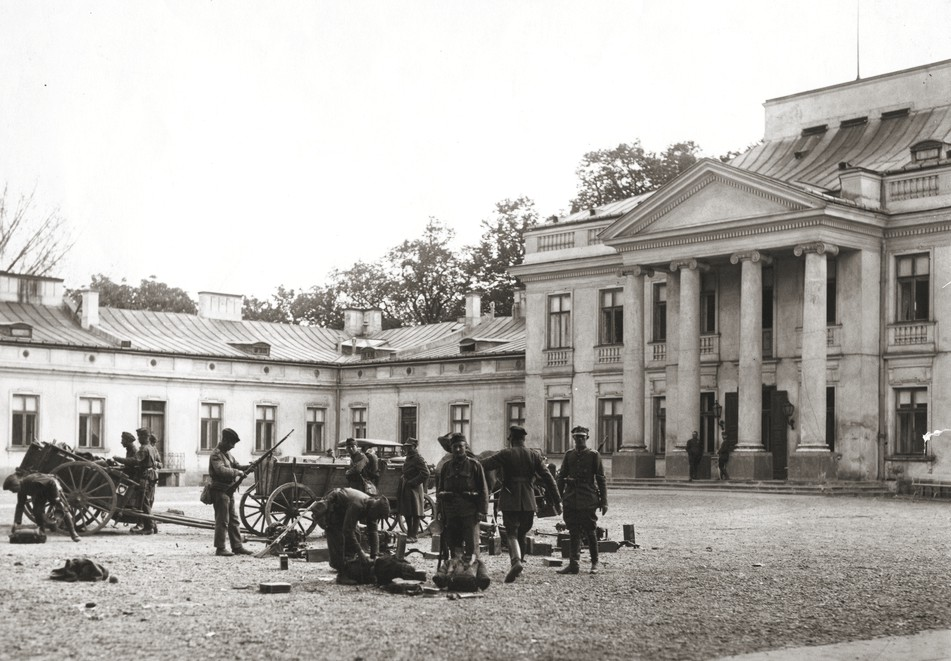
Przewrót majowy. Zbieranie broni pozostawionej przez wojska rządowe w Belwederze przez oddziały wierne Józefowi Piłsudskiemu

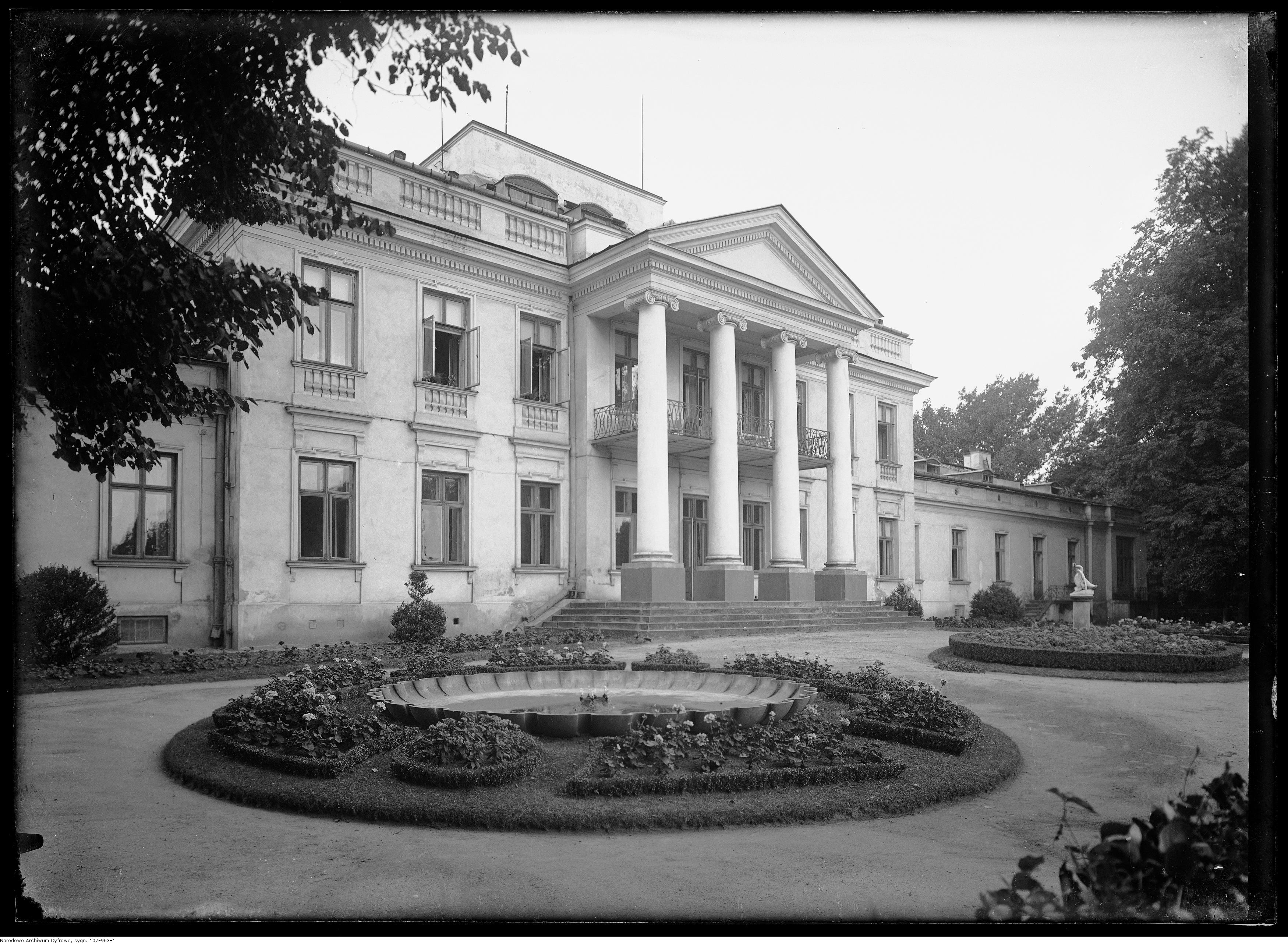
Elewacja frontowa pałacu pod koniec lat 20. XX wieku

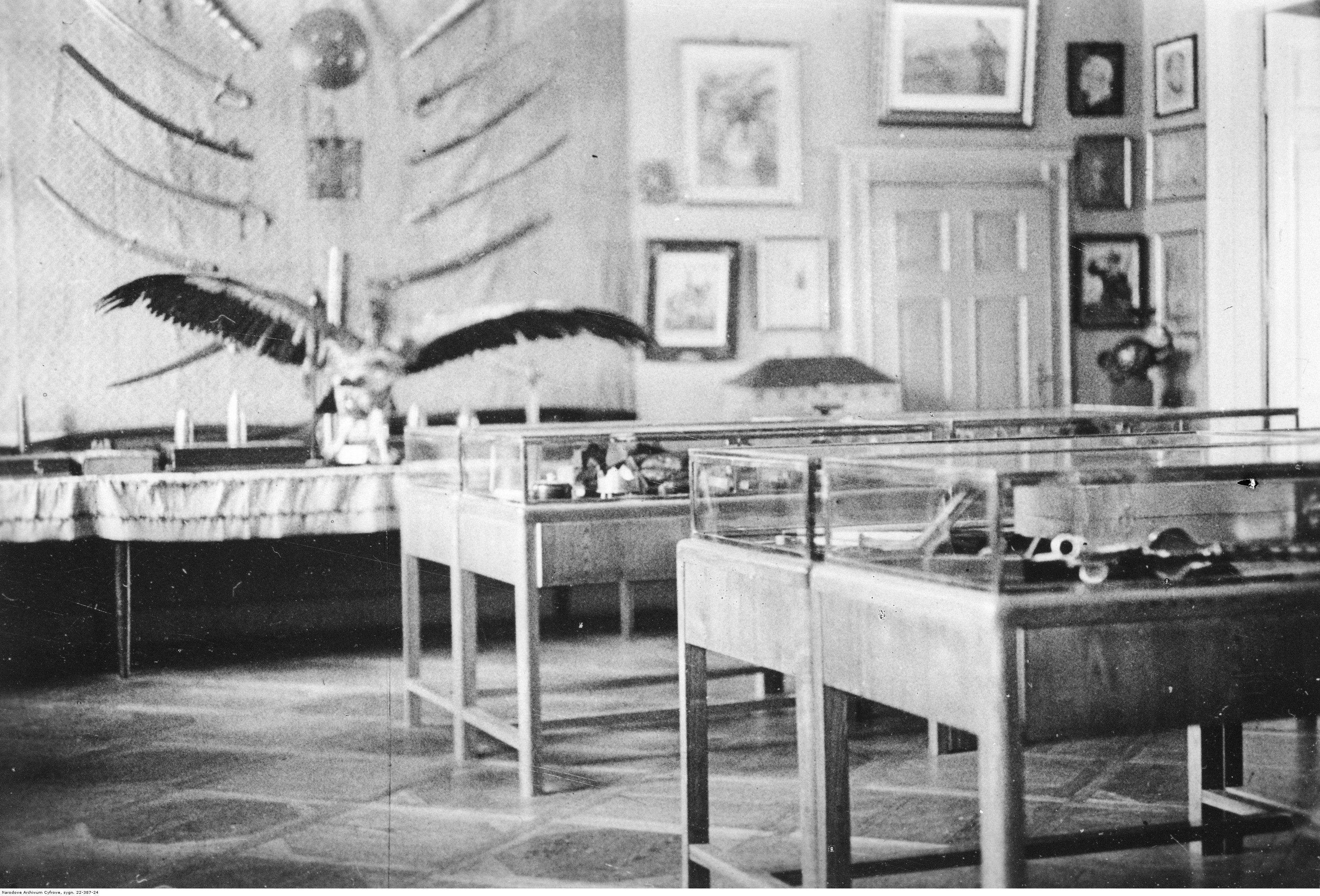
Fragment ekspozycji w Muzeum Józefa Piłsudskiego, między 1936 a 1939

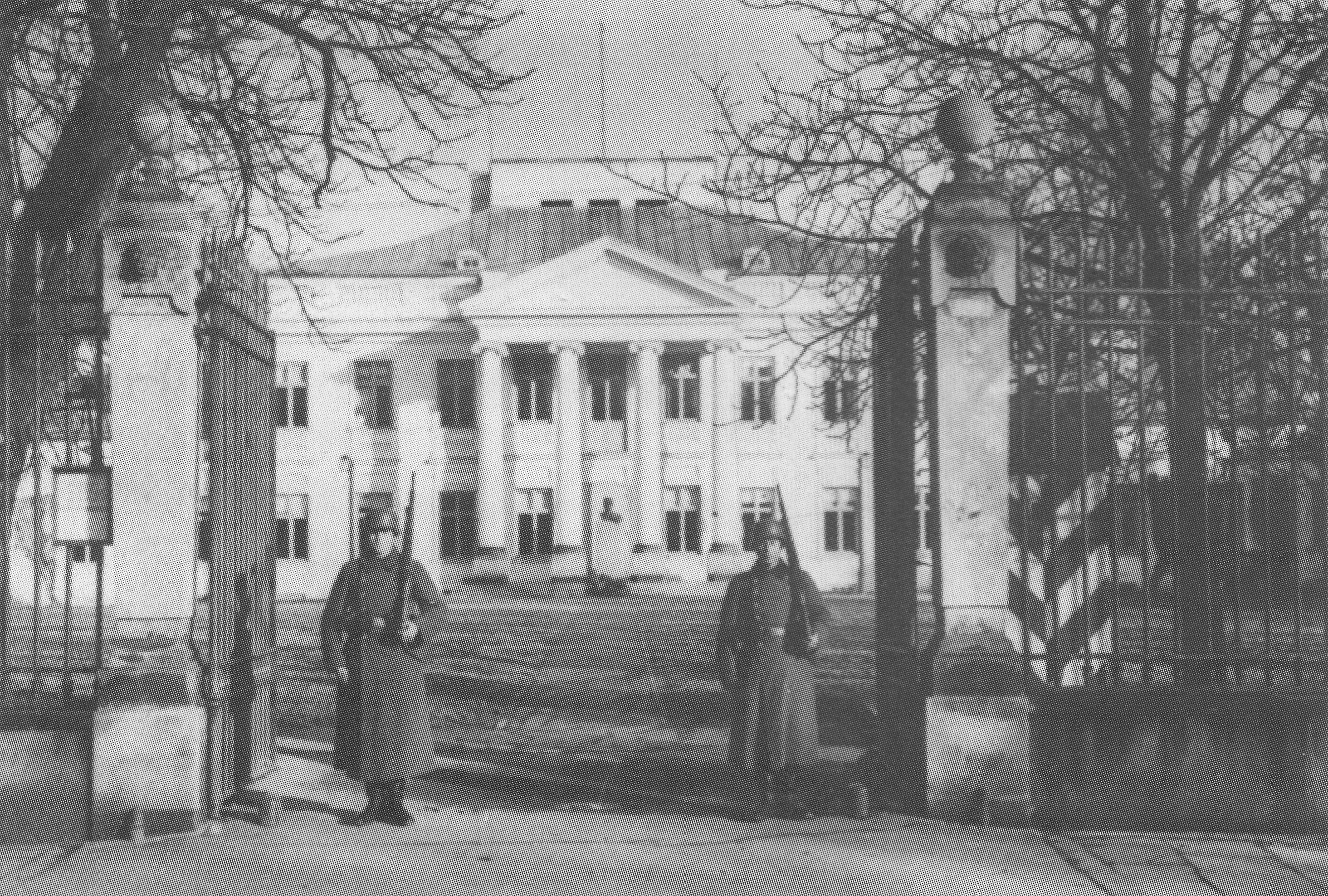
Żołnierze niemieccy przed Belwederem, pełniącym w okresie okupacji funkcję warszawskiej rezydencji generalnego gubernatora Hansa Franka

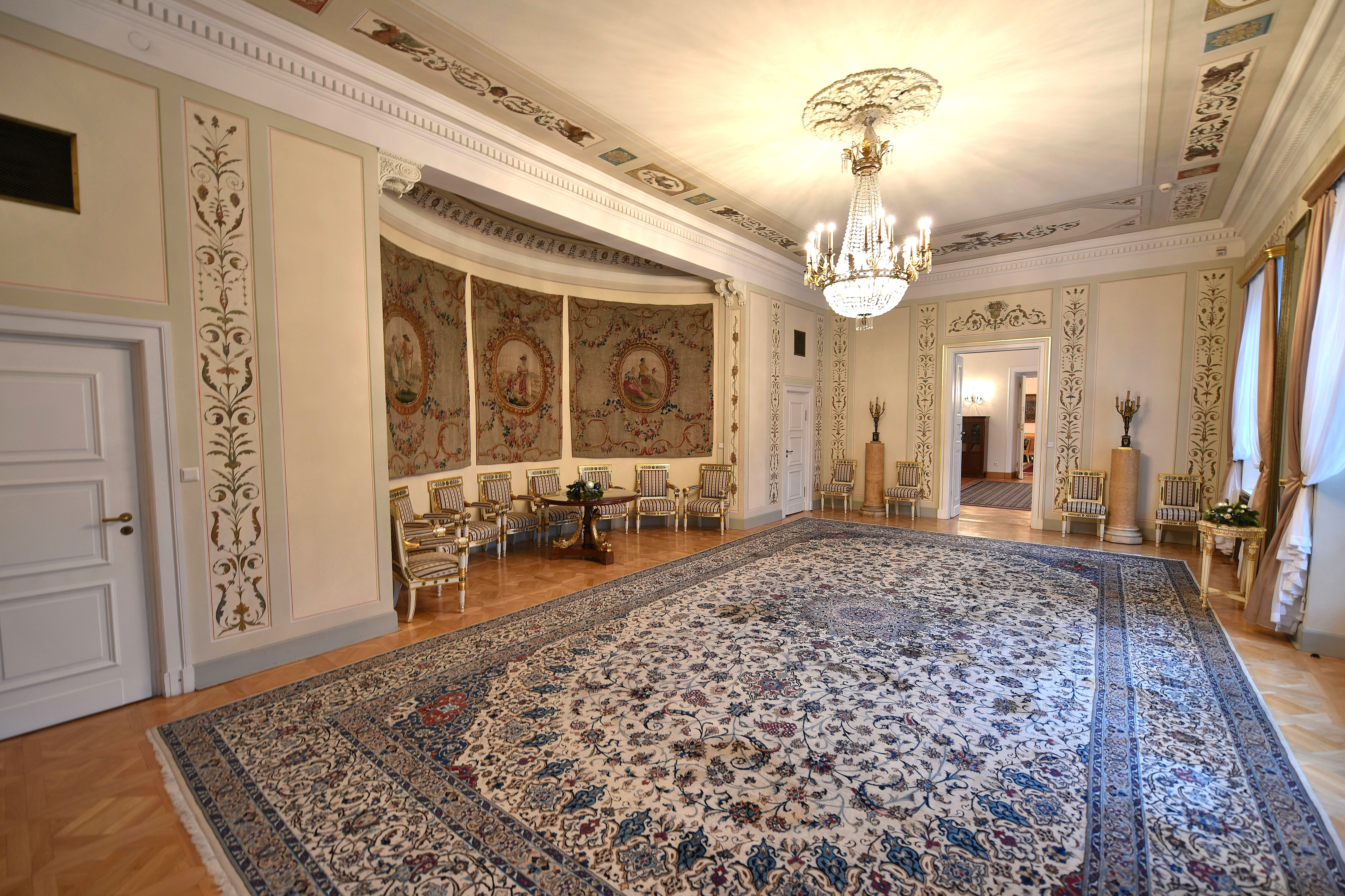
Sala Pompejańska, najbardziej reprezentacyjna sala w pałacu, w której m.in. koncertował Fryderyk Chopin

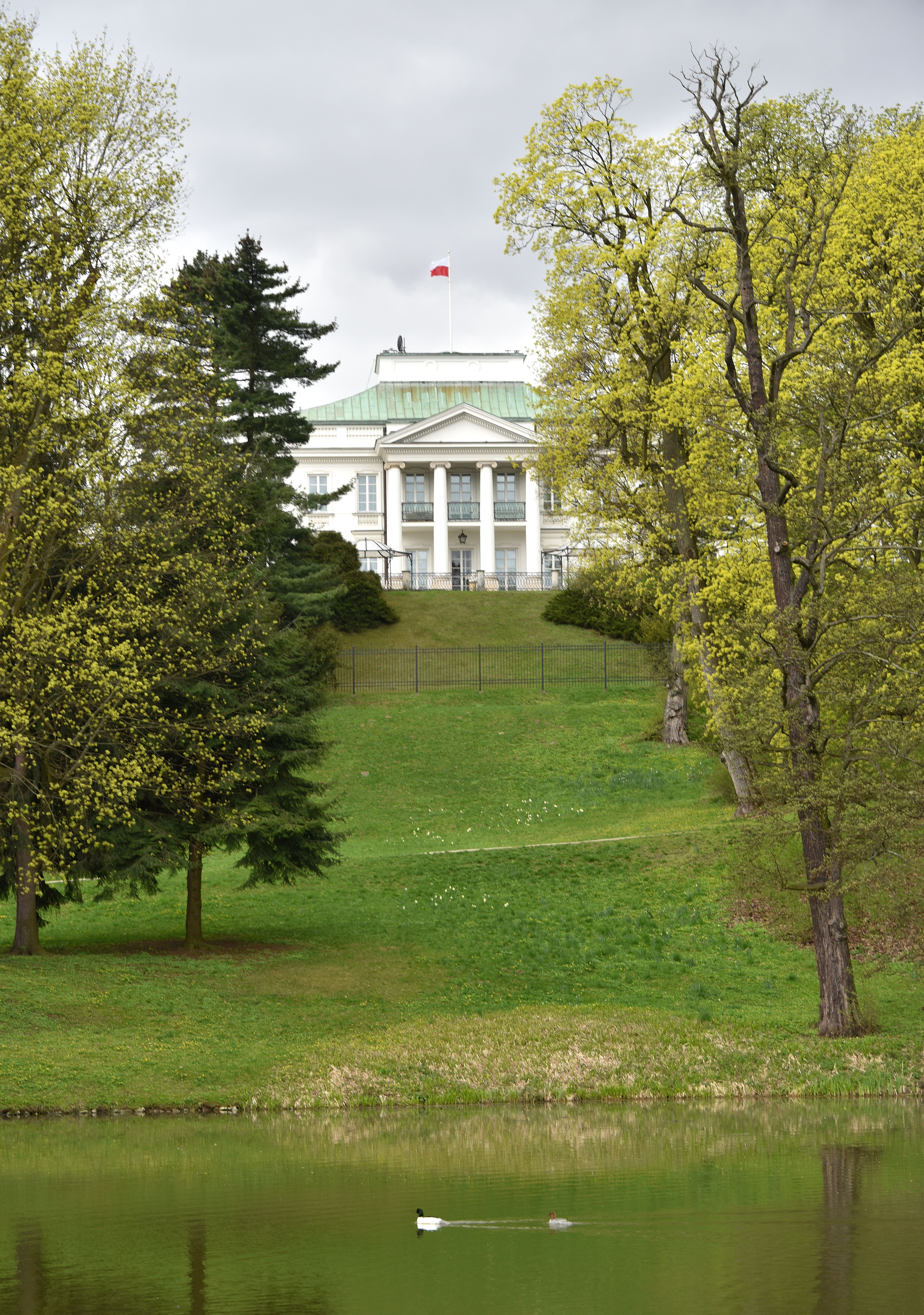
Belweder widziany znad stawu Belwederskiego w Łazienkach

Belweder, pałac Belwederski – pałac znajdujący się przy ul. Belwederskiej 54/56 w Warszawie.
Klasycystyczny pałac powstał w latach 1819–1822 według projektu Jakuba Kubickiego w miejscu pałacu barokowego wzniesionego według projektu Jakuba Fontany. W latach 1918–1922 siedziba Naczelnika Państwa, w latach 1922–1926 i 1945–1952 prezydenta Rzeczypospolitej, w latach 1952–1989 przewodniczącego Rady Państwa, a w latach 1989–1993 prezydenta PRL/RP.
Nazwą „Belweder” jest także określany cały zespół pałacowo-parkowy.

## Historia

### Do 1817
Teren, na którym znajduje się obecny Belweder, jest położony na najwyższym (ok. 25 m), środkowym odcinku skarpy warszawskiej. W średniowieczu należał on do książąt mazowieckich, którzy ofiarowali go zakonowi augustianów przy kościele św. Marcina. Prawdopodobnie tam od 1533 znajdowała się zbudowana na planie kwadratu willa królowej Bony. 
Nieruchomość wielokrotnie zmieniała właścicieli. Została odkupiona od augustianów przez Zygmunta III Wazę, a jego syn, Władysław IV Waza, podarował ją nadwornemu kapelmistrzowi Bartłomiejowi Pękielowi. Ten sprzedał ją w 1659 Krzysztofowi Zygmuntowi Pacowi. W latach 1659–1660  Pac zbudował tam pałacyk podmiejski dla żony Klary Izabelli. Budynek mógł być przebudowaną rezydencją królowej Bony. Ponieważ z miejsca, w którym powstał, roztaczał się wspaniały widok na okolicę, całą posiadłość nazwano z włoska Belvedere. 
W 1685 Klara Izabella Pacowa zapisała Belweder przybranemu synowi Paców, Kazimierzowi Michałowi Pacowi, który w 1687 odsprzedał posiadłość cześnikowej trockiej Katarzynie Michałowskiej. W pierwszej połowie XVIII wieku Belweder powrócił do Paców, którzy ok. 1740 wznieśli w miejscu dawnego pałacyku nowy piętrowy budynek w stylu późnego baroku zaprojektowany przez Józefa Fontanę. Później Belweder przeszedł na własność Lubomirskich.
W 1767 posiadłość stała się własnością Stanisława Augusta Poniatowskiego, który w oficynie północnej pałacu w grudniu 1768 uruchomił Królewską Fabrykę Farfurów. O wyborze Belwederu jako miejsca produkcji zadecydowało znalezienie na pobliskim Mokotowie odpowiedniego surowca. Początkowo próbowano wytwarzać porcelanę, jednak po nieudanych próbach podjęto produkcję fajansów. Wytwarzano głównie przedmioty codziennego użytku na potrzeby dworu królewskiego, m.in. zastawę stołową, misy, dzbany do wody, urynały, kafle do pieców, lichtarze oraz wazony. Fabryka posiadała także skład i sklep na Krakowskim Przedmieściu (nr hip. 372). Belwederskie wyroby były znakowane napisem „Varsovie” lub literą „B” i cechowały się wysokim poziomem artystycznym. Najtańsze przedmioty były sprzedawane w wielu warszawskich sklepach, a także m.in. w Krakowie, Lublinie, Grodnie i Wilnie. Organizacja pracy była typowo rzemieślnicza, tj. każdy robotnik wykonywał cały przedmiot wraz z jego wykończeniem i dekoracją. Belwederska manufaktura upadła w 1783 z powodu zbyt wysokich kosztów produkcji i konkurencji ze strony założonej w 1779 manufaktury Bernardiego i Wolffa na Bielinie.
W 1770 Belweder znalazł się w granicach obszaru otoczonego okopami Lubomirskiego.
Stanisław August Poniatowski planował zburzenie starego pałacyku i wzniesienie na jego miejscu reprezentacyjnego pałacu. Autorem jednego z trzech przygotowanych projektów był Jan Chrystian Kamsetzer. Żaden z nich nie został jednak zrealizowany.
Po śmierci króla Belweder przeszedł na własność jego bratanka Józefa Poniatowskiego, który w 1808 za długi przekazał go Onufremu Kickiemu.

### Lata 1818–1918
W 1818 córka Onufrego Kickiego Teresa Kicka sprzedała Belweder rządowi Królestwa Polskiego z przeznaczeniem na siedzibę wielkiego księcia Konstantego.
W latach 1818–1822 pałac został całkowicie przebudowany według projektu Jakuba Kubickiego. Znajdującemu się na krańcach miasta pałacowi architekt nadał charakter wiejskiej rezydencji. Powstał klasycystyczny budynek składający się z piętrowego korpusu głównego oraz dwóch parterowych skrzydeł dostawionych pod kątem prostym. W obu elewacjach korpusu głównego architekt umieścił czterokolumnowe jońskie portyki z balkonami. Od strony ulicy zbudowano żelazne ogrodzenie z kamiennymi słupami. Rozbudowano przylegający do pałacu niewielki ogród z tarasem widokowym, a pod skarpą wytyczono ogród ze stawem o nieregularnej linii brzegowej i wyspą porośniętą drzewami. 
Ponieważ przy pałacu brakowało miejsca na budynki gospodarcze, do Belwederu przyłączono działkę położoną naprzeciwko, pomiędzy obecną ul. Klonową a okopami Lubomirskiego. W latach 1819–1820 wzniesiono tam trójskrzydłowy pawilon mieszczący stajnię i wozownię, a w latach 1823–1824 maneż. Zbudowany na planie prostokąta budynek belwederskiego maneżu jest jedynym zachowanym tego typu obiektem w Warszawie.
Wielki książę mieszkał w Belwederze wraz ze swoją żoną, noszącą tytuł księżnej łowickiej Joanną Grudzińską, do wybuchu powstania listopadowego. W tym czasie w Belwederze kilkakrotnie koncertował Fryderyk Chopin.
W latach 1593–1818 na południe od pałacu znajdował się kościół parafialny dla Ujazdowa pod wezwaniem św. Anny i św. Małgorzaty wraz z cmentarzem. Kościół i cmentarz zamknięto decyzją Komisji Rządowej Spraw Wewnętrznych w lutym 1818. Szczątki znaczniejszych osób, m.in. Kazimierza Poniatowskiego i Marcella Bacciarellego z żoną, ekshumowano i przeniesiono do podziemi kościoła św. Krzyża i katedry św. Jana, a innych zmarłych na cmentarz Świętokrzyski. Funkcję rozebranej świątyni przejął nowy kościół św. Aleksandra na placu Trzech Krzyży, a w jej miejscu urządzono taras.
Porządek w ogrodzie i na dziedzińcu Belwederu utrzymywali obywatele skazywani za wykroczenia. Jedną z osób odbywających ten rodzaj kary był Maurycy Mochnacki, który zakuty w kajdany przepracował w ogrodzie belwederskim 40 dni.
Podczas ataku na Belweder w czasie nocy listopadowej 29 listopada 1830 powstańcom, wśród których byli m.in. Ludwik Nabielak i Seweryn Goszczyński, nie udało się ująć wielkiego księcia Konstantego, który się ukrył. Od ciosów bagnetów zginął przebywający w tym czasie w pałacu rosyjski generał Aleksiej Gendre.
Po upadku powstania Belweder wraz z Łazienkami pełnił funkcję rezydencji carskiej. W jednej z sal pałacu urządzono kaplicę prawosławną. Na lato do Belwederu przenosił się wraz z rodziną namiestnik Królestwa Polskiego Iwan Paskiewicz. W 1849 w pałacu zmarł przebywający w Warszawie wielki książę Michał Romanow.
W czasie I wojny światowej, w latach 1915–1918, w pałacu mieszkał generał-gubernator warszawski Hans Hartwig von Beseler (rezydował na Zamku Królewskim).

### Lata 1918–1944
Pałac był od 29 listopada 1918 do 13 grudnia 1922 siedzibą Naczelnika Państwa Józefa Piłsudskiego, a po 14 grudnia siedzibą prezydentów Gabriela Narutowicza i Stanisława Wojciechowskiego.
Podczas przewrotu majowego, 12 maja 1926, wskutek zagrożenia przez oddziały wierne Józefowi Piłsudskiemu posuwające się od strony placu Zamkowego na południe, na wniosek prezydenta Stanisława Wojciechowskiego do Belwederu z pałacu Namiestnikowskiego przeniósł się rząd Wincentego Witosa. Taką samą decyzję podjął Sztab Generalny i dowództwo obrony Warszawy. Z oddziałów wiernych rządowi utworzono tzw. grupę belwederską, dowodzoną przez gen. Mariana Kukiela, wzmocnioną 10 Pułkiem Piechoty z Łowicza. 14 maja rozpoczął się atak wojsk Piłsudskiego na Belweder i lotnisko mokotowskie. W wyniku ostrzału artyleryjskiego dwa pociski trafiły w pałac. Ok. godz. 16.00 tego dnia prezydent Stanisław Wojciechowski i większość członków rządu ewakuowali się pieszo do Wilanowa.
Po przewrocie majowym, od 5 czerwca 1926, w pałacu jako minister spraw wojskowych, aż do swojej śmierci ponownie zamieszkał Józef Piłsudski. Marszałek zamieszkał wraz z rodziną na pierwszym piętrze oraz w prawym (południowym) skrzydle Belwederu. W lewym skrzydle mieszkali m.in. Aleksander Prystor i Walery Sławek. 4 maja 1935 wieczorem Józef Piłsudski został przewieziony do Belwederu z Generalnego Inspektoratu Sił Zbrojnych w Alejach Ujazdowskich i przeniesiony do ulubionego pokoju Narożnego, gdzie znajdował się jego gabinet. Tam zmarł 12 maja 1935. Po zabalsamowaniu zwłok jego ciało przepasane wielką wstęgą Orderu Virtuti Militari zostało złożone w metalowej trumnie, którą ustawiono na katafalku w tzw. dużym salonie.
W latach 1935–1939 w pałacu mieściło się Muzeum Józefa Piłsudskiego. Jego dyrektor Adam Borkiewicz zamieszkał w lewym skrzydle pałacu. Kustoszem muzeum był Józef Kluss, intendentem Walenty Wójcik, a kancelistką Wanda Gertzówna. W czasie prac adaptacyjnych m.in. wykonano żelbetowe pokrycie dachu. W 1936 ogrody Łazienek i Belwederu zostały ponownie połączone. W listopadzie 1938 odbyła się uroczystość odsłonięcia przeniesionego z Magdeburga i ustawionego w pobliżu Belwederu domu, w którym w czasie I wojny światowej był osadzony Piłsudski (budynek został rozebrany po II wojnie światowej).
Pałac został uszkodzony w czasie obrony Warszawy we wrześniu 1939 w wyniku niemieckiego ostrzału artyleryjskiego.
5 października 1939, podczas swojej jedynej wizyty w okupowanej Warszawie, Belweder odwiedził Adolf Hitler. Po defiladzie zwycięstwa oddziałów niemieckich w Alejach Ujazdowskich wódz III Rzeszy zwiedził gabinet Józefa Piłsudskiego.
Po wizytacji miasta w listopadzie 1939 Joseph Goebbels zaproponował zamknięcie Muzeum Józefa Piłsudskiego, na co Hitler wyraził zgodę. Zgromadzone zbiory zostały przewiezione do Muzeum Narodowego, gdzie ich znaczna część uległa później zniszczeniu. Belweder stał się warszawską rezydencją generalnego gubernatora Hansa Franka. W latach 1940–1943 w pałacu przeprowadzono rozległe prace budowlane. Zmieniono linię spadku dachu i pokryto go blachą miedzianą. Przebudowano skrzydło północno-wschodnie wymieniając stropy drewniane na ogniotrwałe. W korpusie środkowym wyburzono ściany działowe, tworząc dwa szerokie korytarze-galerie, posadzkę sieni głównej wyłożono czarnym marmurem, a ściany pomalowano na czerwono. Wycięto stare kasztanowce rosnące wzdłuż ogrodzenia dziedzińca, którego żwirową nawierzchnię zastąpiono granitowymi płytami.
Po upadku powstania warszawskiego w 1944 Niemcy wywiercili w murach pałacu otwory na dynamit, jednak – podobnie jak stało się w przypadku pałacu na Wyspie – nie wysadzili budynku w powietrze.

### Po 1945
W 1945 Belweder stał się siedzibą Biura Prezydialnego Krajowej Rady Narodowej i jej przewodniczącego Bolesława Bieruta. Gabinet Bieruta znajdował się na pierwszym piętrze, od strony parku Łazienkowskiego.
Od 1952 pałac był siedzibą przewodniczącego Rady Państwa. W pałacu rezydowali kolejno: Aleksander Zawadzki, Edward Ochab, Marian Spychalski, Józef Cyrankiewicz, Henryk Jabłoński i Wojciech Jaruzelski. Belweder przejął funkcje, które do 1939 pełnił Zamek Królewski m.in. ambasadorowie państw obcych składali tam listy uwierzytelniające. Po 1945 pałac był kilkukrotnie odnawiany, m.in. zmieniono pokrycie dachu na blachę miedzianą.
W latach 1951–1955 w Belwederze odbywały się zebrania najwyższego kierownictwa w sprawach związanych z odbudową Warszawy, nazywane „czwartkami belwederskimi”. Uczestniczyli w nich m.in. Bolesław Bierut, zainteresowani ministrowie oraz przewodniczący Stołecznej Rady Narodowej.
W grudniu 1986 w Belwederze odbyło się spotkanie, na którym została utworzona Rada Konsultacyjna przy Przewodniczącym Rady Państwa. W 1989 pałac stał się siedzibą prezydenta Wojciecha Jaruzelskiego, a od 1990 był siedzibą prezydenta Lecha Wałęsy, który w 1994 podjął decyzję o przeniesieniu siedziby prezydenta do pałacu Rady Ministrów (równocześnie zmieniono jego nazwę na pałac Prezydencki) przy ul. Krakowskie Przedmieście 46/48. W latach 2010–2015 w pałacu wraz z rodziną mieszkał prezydent Bronisław Komorowski. W sierpniu 2025 wraz z rodziną zamieszkał w pałacu prezydent Karol Nawrocki. 
Podczas swoich pielgrzymek do Polski trzykrotnie wizyty w pałacu składał Jan Paweł II. 2 czerwca 1979 i 17 czerwca 1983 spotkał się tam z władzami PRL. 8 czerwca 1991 papież spotkał się z Lechem Wałęsą i poświęcił pałacową kaplicę Matki Bożej Królowej Polski. Znajdująca się w dolnej części budynku kaplica należy do parafii św. Aleksandra.
Belweder jest zarządzany przez Kancelarię Prezydenta Rzeczypospolitej Polskiej.

## Inne informacje
- Od nazwy pałacu pochodzi nadana pod koniec XVIII wieku nazwa ulicy Belwederskiej[74].
- Nazwę „Belweder” nosiła stacja początkowa kolei wilanowskiej[75].
- W latach 50. XX wieku przy ul. Wiertniczej (u zbiegu z ul. St. Kostki Potockiego) ustawiono tablicę według projektu Karola Tchorka o treści: Stąd w styczniu 1945 roku 14 p.p. ludowego Wojska Polskiego dokonał natarcia na wojska hitlerowskie i uniemożliwił im wysadzenie w powietrze Belwederu[76].